# Bébé en vacances
Bébé en vacances è un cortometraggio muto del 1913 diretto da Louis Feuillade. Il film, l'ultimo della serie dedicata al personaggio di Bébés, creato nel 1910 dal Feuillade, in Francia è conosciuto anche con il titolo Bébé s'en va.

## Produzione
Il film fu prodotto dalla Société des Etablissements L. Gaumont.

## Distribuzione
Distribuito dalla Société des Etablissements L. Gaumont, uscì nelle sale cinematografiche francesi nel febbraio 1913.